# پی‌یر پروو
 پییر پروو (انگلیسی: Pierre Prévost؛ زاده ۳ مارس ۱۷۵۱ - درگذشته ۸ آوریل ۱۸۳۹) یک فیزیک‌دان اهل سوئیس بود.